# Simon Sollier
Simon Sollier, né le 6 avril 1890 à Paris et mort le 1er juillet 1955 à Villers-sur-Coudun, est un footballeur international français.

## Biographie
Son poste de prédilection est arrière. Il compte cinq sélections en équipe de France de football, France-Angleterre amateur à Gentilly au stade de la F.G.S.P.F en 1909, France-Belgique à Gentilly au stade de la F.G.S.P.F en 1910, Angleterre amateur-France au stade Goldstone Ground à Brighton en 1910, Italie-France au Arena Civica à Milan en 1910, France-Hongrie au stade du C.A.P à Charentonneau en 1911.
Après avoir servi au 26e régiment d'infanterie à Nancy, Sollier est rappelé à l'activité au déclenchement de la Grande Guerre comme sergent au sein du 103e régiment d'infanterie. Disparu au combat le 22 août 1914 lors de la bataille des Frontières, il est rapporté prisonnier de guerre en 1915.

### Clubs successifs
- CA Vitry
- Étoile sportive du XIIIe[6]

### Carrière
En cinq sélections, Sollier perdit cinq fois et la défense de l'équipe de France à laquelle il participait pleinement encaissa la bagatelle de 33 buts, soit près de 7 par match ! Autant dire que le pauvre arrière du Club athlétique de Vitry vécut des heures noires chez les bleus, sa responsabilité étant directement engagée sur l'effondrement du système défensif.

## Palmarès
- Finaliste du Trophée de France 1910